# Sele (Ravne na Koroškem)
Sele is een plaats in Slovenië en maakt deel uit van de gemeente Ravne na Koroškem in de NUTS-3-regio Koroška.